# Franck Grandel
Franck Grandel (Pointe-à-Pitre, 17 maart 1978) is een op Guadeloupe geboren doelman met de Franse nationaliteit die speelde bij Troyes AC. Hij beëindigde zijn actieve loopbaan in 2016, toen hij uitkwam voor het reserveteam van Troyes.

## Clubcarrière
Hij begon bij Club Colonial Fort-de-France op Martinique. Grandel kwam via FC Mulhouse, Besançon Racing Club en FC Libourne Saint-Seurin bij het Griekse Skoda Xanthi terecht, waar hij in het seizoen 2003/2004 16 wedstrijden keepte. In 2004 vertrok hij bij Xanthi en ging keepen bij ES Troyes AC, waar hij tot 21 wedstrijden kwam.
FC Utrecht haalde hem in 2005 als opvolger van de naar Sparta Rotterdam vertrokken René Ponk. Grandel tekende een contract tot 2008. Onder leiding van trainer-coach Foeke Booy maakte hij zijn debuut in de eredivisie op zondag 14 augustus 2005, toen FC Utrecht in Nijmegen met 0-0 gelijkspeelde tegen NEC. In de loop van zijn eerste seizoen maakte de keeper meerderere blunders, ook wel 'Grandelletjes' genoemd. In 2008 liep zijn contract bij Utrecht af. Pas een jaar later vond hij in Dijon FCO een nieuwe club. Nadat zijn contract in 2011 afliep zat hij ruim een half jaar zonder club. In februari 2012 tekende hij bij USL Dunkerque dat uitkomt in de Championnat de France amateur. In augustus 2013 stapte Grandel over naar Troyes AC.

## Interlandcarrière
Grandel speelde voor Guadeloupe waarmee hij actief was op de CONCACAF Gold Cup 2007, waar hij de gouden handschoen voor beste doelman kreeg, en de CONCACAF Gold Cup 2011.

## Statistieken
| Seizoen | Club                     | Duels | Goals | Competitie           |
| ------- | ------------------------ | ----- | ----- | -------------------- |
| 1998/99 | FC Mulhouse              | 0     | 0     | Championnat National |
| 1999/00 | Besançon RC              | 6     | 0     | Championnat National |
| 2000/01 | Besançon RC              | 9     | 0     | Championnat National |
| 2001/02 | FC Libourne-Saint-Seurin | 37    | 0     | CFA-C                |
| 2002/03 | FC Libourne-Saint-Seurin | 34    | 0     | CFA-D                |
| 2003/04 | Skoda Xanthi             | 16    | 0     | Alpha Ethniki        |
| 2004/05 | Troyes AC                | 22    | 0     | Ligue 2              |
| 2005/06 | FC Utrecht               | 14    | 0     | Eredivisie           |
| 2006/07 | FC Utrecht               | 10    | 0     | Eredivisie           |
| 2007/08 | FC Utrecht               | 19    | 0     | Eredivisie           |
| 2009/10 | Dijon FCO                | 6     | 0     | Ligue 2              |
| 2010/11 | Dijon FCO                | 7     | 0     | Ligue 2              |
| 2011/12 | USL Dunkerque            | 16    | 0     | CFA-A                |
| 2012/13 | USL Dunkerque            | 30    | 0     | CFA-A                |
| 2013/14 | Troyes AC                | 2     | 0     | Ligue 2              |
| 2014/15 | Troyes AC                | 2     | 0     | Ligue 2              |
| 2015/16 | Troyes AC                | 0     | 0     | Ligue 1              |
| 2016/17 | Troyes AC                | 0     | 0     | Ligue 2              |
| 2016/17 | → US Boulogne            | 1     | 0     | Championnat National |

## Palmares
| Competitie                       | Aantal | Jaren | Club       |
| -------------------------------- | ------ | ----- | ---------- |
| Winnaar Gouden Handschoen-trofee | 1x     | 2007  | Guadeloupe |
| Titel Ligue 2                    | 1x     | 2015  | Troyes AC  |